# Schrankia dimorpha
Schrankia dimorpha là một loài bướm đêm trong họ Erebidae.